# Ли Мунёль
Ли Мунёль (кор. 이문열?, 李文烈?; 8 мая 1948, Сеул) — классик современной южнокорейской литературы, чьи работы переведены на несколько языков. По опросам «Корея Гэллап», корейский литератор номер один (2004).

## Биография
Родители писателя были в полицейском списке наблюдения из-за того, что отец Ли Мунёля бежал в Северную Корею по идеологическим мотивам. В детстве Ли часто менял школу по финансовым и психологическим причинам.
Закончил Сеульский национальный университет в 1970 году (без диплома). Дебютировал в 1977 году рассказом «На границе», опубликованным в газете «Дегу». Создал в 1985 году в Инчхоне творческую студию для начинающих авторов. На её основе в 1998 году была открыта первая в стране Академия литературы «Пу-ак». С 1994 года по 1997 год преподавал корейский язык и литературу в Университете Сечжон. С 1999 года — глава литературной академии «Пу-ак».
С начала 1980-х годов — один из самых популярных прозаиков. Награждён литературной премией имени Ким Дон Ина (1982) за повесть «Птица с Золотыми крыльями», литературной премией Республики Корея (1983) за роман «Во имя императора», крупнейшей премией Хо-Ам (1999) и др.
Пишет на самую разнообразную тематику — от военной службы до религиозных вопросов и традиционной для Кореи героики. Являясь одной из самых противоречивых фигур культурного поля Кореи, высказывает поддержку традиционным ценностям конфуцианства.
Благодаря его переложению классического китайского романа «Троецарствие», книга попала в список бестселлеров последнего времени. Всего было продано 11 миллионов экземпляров этой десятитомной книги.
Его проза переведена на европейские языки. Несколько его произведений экранизировано в Южной Корее.

## Работы
- Повесть «Птица с Золотыми крыльями».
- Новеллы «Та зима моей юности», «Мелодия лачуг», «Наш неправильный герой», «Золотая птица Гаруда», «Остров».
- Серия рассказов «Домой вернуться нельзя».
- Детективный роман «Сын человеческий», исторические романы «Приветствие императора», «Поэт».